# Giro del Lazio 2002
Il Giro del Lazio 2002, sessantottesima edizione della corsa, si svolse il 21 settembre 2002 su un percorso di 196 km. La vittoria fu appannaggio dell'italiano Paolo Bettini, che completò il percorso in 4h48'21", precedendo i connazionali Davide Rebellin e Cristian Gasperoni.
Sul traguardo di Nettuno 85 ciclisti, su 159 partenti da Rieti, portarono a termine la competizione.

## Ordine d'arrivo (Top 10)
| Pos. | Corridore          | Squadra                      | Tempo    |
| ---- | ------------------ | ---------------------------- | -------- |
| 1    | Paolo Bettini      | Mapei-Quick Step             | 4h48'21" |
| 2    | Davide Rebellin    | Team Gerolsteiner            | s.t.     |
| 3    | Cristian Gasperoni | Acqua & Sapone-Cantina Tollo | s.t.     |
| 4    | Fabiano Fontanelli | Mercatone Uno-Scanavino      | s.t.     |
| 5    | Marco Serpellini   | Lampre-Daikin                | s.t.     |
| 6    | Ivan Basso         | Fassa Bortolo                | s.t.     |
| 7    | Dario Frigo        | Tacconi Sport-Emmegi         | s.t.     |
| 8    | Freddy González    | Colombia-Selle Italia        | s.t.     |
| 9    | Luca Mazzanti      | Mercatone Uno-Scanavino      | s.t.     |
| 10   | Leonardo Giordani  | Colpack-Astro                | s.t.     |